# Spain (Dakota del Sur)
Spain es un área no incorporada del Condado de Marshall, en el estado de Dakota del Sur, en los Estados Unidos.

## Historia
Una oficina de correos llamada Spain se estableció en 1888, manteniéndose operativa hasta el 1942.
 De acuerdo con el proyecto federal de escritores, el origen del nombre Spain es desconocido.